# 贾坝乡
贾坝乡，是中华人民共和国湖南省湘西土家族苗族自治州龙山县下辖的一个乡镇级行政单位。

## 行政区划
贾坝乡下辖以下地区：
万家棚村、喳拉坪村、贾坝村、中坝村、沙坪村、桐堡村、岩门口村、连台村、青坪村、旧寨沟村和三堡村。